# Natação artística nos Jogos Pan-Americanos de 2023 - Equipes
A competição por equipes da natação artística nos Jogos Pan-Americanos de 2023 foi disputada entre 31 de outubro e 3 de novembro de 2023 no Centro Aquático, localizado no cluster do Estádio Nacional. Um total de 72 nadadores de 12 Comitês Olímpicos Nacionais (CON) participaram do evento.
Pela primeira vez, os homens puderam competir na natação artística nos Jogos Pan-Americanos. Cada equipe poderia incluir até dois homens entre os nove participantes de cada equipe. Gustavo Sánchez da Colômbia, Nicolás Campos do Chile e Bill May dos Estados Unidos foram os primeiros homens a participar da natação artística pan-americana.

## Calendário
Horário local (UTC−3).
| Data          | Hora  | Fase              |
| ------------- | ----- | ----------------- |
| 31 de outubro | 21:00 | Rotina técnica    |
| 2 de novembro | 21:00 | Rotina livre      |
| 3 de novembro | 14:00 | Rotina acrobática |

## Medalhistas
|  | MEX México |  | USA Estados Unidos |  | CAN Canadá |
|  | Regina Alferez Marla Arellano Nuria Diosdado Daniela Estrada Itzamary González Luisa Jailib Joana Jiménez Jessica Sobrino Pamela Toscano |  | Anita Alvarez Jaime Czarkowski Megumi Field Audrey Kwon Calista Liu Jacklyn Luu Bill May Ruby Remati Daniella Ramirez |  | Sydney Carroll Scarlett Finn Audrey Lamothe Jonnie Newman Raphaelle Plante Kenzie Priddell Claire Scheffel Florence Tremblay Olena Verbinska |

## Resultados
A competição foi dividida entre rotina técnica, rotina livre e rotina acrobática, com as melhores somas totais definindo os medalhistas.
| Pos.              | Nadadores | CON                | Rotina técnica | Rotina livre | Rotina acrobática | Total    |
| ----------------- | --- | ------------------ | -------------- | ------------ | ----------------- | -------- |
| Medalha de ouro   | Regina Alferez Nuria Diosdado Itzamary González Joana Jiménez Pamela Toscano Marla Arellano Daniela Estrada Luisa Jalib Jessica Sobrino         | MEX México         | 267.5942       | 290.2604     | 228.4000          | 786.2546 |
| Medalha de prata  | Anita Alvarez Megumi Field Calista Liu Bill May Daniella Ramirez Kaime Czarkowski Audrey Kwon Jacklyn Luu Ruby Remati                           | USA Estados Unidos | 253.8008       | 295.3667     | 236.4233          | 785.5908 |
| Medalha de bronze | Sydney Carroll Audrey Lamothe Raphaelle Plante Claire Scheffel Olena Verbinska Scarlett Finn Jonnie Newman Kenzie Priddell Florence Tremblay    | CAN Canadá         | 233.2679       | 230.1042     | 198.6800          | 662.0521 |
| 4                 | Vitória Casale Anna Giulia França Laura Miccuci Celina Rangel Luiza Lopes Jullia Catharino Sara Marinho Jaddy Milla Gabriela Regly Silva        | BRA Brasil         | 214.0904       | 217.7750     | 193.1600          | 625.0254 |
| 5                 | Nicolás Campos Trinidad García Isadora Letelier Josefa Morales Rocío Vargas Soledad García Theodora Garrido Antonia Mella Valentina Valdivia    | CHI Chile          | 203.7129       | 189.3635     | 187.6833          | 580.7598 |
| 6                 | Mónica Arango Sara Castañeda Jennifer Cerquera Estefanía Roa Gustavo Sánchez Kerly Barrera Isabella Franco Melisa Ceballos Sarah Rodríguez      | COL Colômbia       | 204.1163       | 191.7229     | 179.1933          | 575.0325 |
| 7                 | María José Argueta Brigitte Guadrón Grecia Mendoza Gabriela Mercado Daira Sánchez Cesia Castañeda Gabriela Magaña Andrea Mercado Gabriela Morán | ESA El Salvador    | 148.7154       | 158.3417     | 132.6300          | 439.6871 |
| 8                 | Gabriela Alpajón Gabriela Batista Talia Joa Nathaly Ramos Dayaris Varona Andy Ávila Kamila Frías Alejandra Molina Soila Valdés                  | CUB Cuba           | 139.7113       | 121.4729     | 142.4400          | 403.6242 |